# Primarias del Partido Republicano de 2012 en Nuevo México
Las Primarias del Partido Republicano de 2012 en Nuevo México se hicieron el 5 de junio de 2012. Las Primarias del Partido Republicano fueron unas Primarias, con 23 delegados para elegir al candidato del partido Republicano para las elecciones presidenciales de Estados Unidos de 2012.  En el estado de Nuevo México estaban en disputa 23 delegados.

## Elecciones

### Resultados
| Primarias Republicanas de Oregón de 2012 | Primarias Republicanas de Oregón de 2012 | Primarias Republicanas de Oregón de 2012 | Primarias Republicanas de Oregón de 2012 |
| Candidato                                | Votos                                    | Porcentaje                               | Delegados                                |
| ---------------------------------------- | ---------------------------------------- | ---------------------------------------- | ---------------------------------------- |
| Mitt Romney                              | 67,310                                   | 73.3%                                    | 20                                       |
| Ron Paul                                 | 9,482                                    | 10.3%                                    | 0                                        |
| Rick Santorum (retirado)                 | 9,660                                    | 10.5%                                    | 0                                        |
| Newt Gingrich (retirado)                 | 5,367                                    | 5.8%                                     | 8                                        |
| Delegados no proyectados:                | Delegados no proyectados:                | Delegados no proyectados:                | 3                                        |
| Total:                                   | 91,819                                   | 100%                                     | 23                                       |